# Cefradine
-3-methyl-8-oxo-5-thia-1-azabicyclo[4.2.0]oct-2-ene-2-carboxylic acid
| image = Cefradine.svg
| tradename = Intracef, Velocef
| Drugs.com = Tên thuốc quốc tế
| MedlinePlus = a601206
| pregnancy_AU = 
| pregnancy_US = 
| pregnancy_category = 
| legal_status = Rx-only
| routes_of_administration = Oral, IM, IV
| bioavailability = Well absorbed
| protein_bound = <10%
| metabolism = Nil
| elimination_half-life = 0.9 hours
| excretion = Thận, unchanged
| CAS_number = 38821-53-3
| CAS_number_Ref = 
| ATC_prefix = J01
| ATC_suffix = DB09
| PubChem = 38103
| IUPHAR_ligand = 4830
| DrugBank = DB01333
| DrugBank_Ref =  
| ChemSpiderID = 34933
| ChemSpiderID_Ref =  
| UNII = 9YA6SX5S4D
| UNII_Ref =  
| KEGG = D00264
| KEGG_Ref =  
| ChEBI = 3547
| ChEBI_Ref =  
| ChEMBL = 1604
| ChEMBL_Ref =  
| C = 16
| H = 19
| N = 3
| O = 4
| S = 1
| SMILES = O=C2N1/C(=C(\CS[C@@H]1[C@@H]2NC(=O)[C@@H](C/3=C/C\C=C/C\3)N)C)C(=O)O
| StdInChI = 1S/C16H19N3O4S/c1-8-7-24-15-11(14(21)19(15)12(8)16(22)23)18-13(20)10(17)9-5-3-2-4-6-9/h2-3,6,10-11,15H,4-5,7,17H2,1H3,(H,18,20)(H,22,23)/t10-,11-,15-/m1/s1
| StdInChIKey = RDLPVSKMFDYCOR-UEKVPHQBSA-N
| StdInChIKey_Ref =  
| StdInChI_Ref =  
| melting_point = 140
| melting_high = 142
| melting_notes = (dec.)
| verifiedrevid = 443510316
}}
Cefradine (INN) hoặc cephradine (BAN) là kháng sinh cephalosporin thế hệ đầu tiên.

## Chỉ định
- Nhiễm trùng đường hô hấp (như viêm amidan, viêm họng và viêm phổi thùy) do streptococci beta-tán huyết nhóm A và S. pneumoniae (trước đây là D. pneumonia).[note 1]
- Viêm tai giữa do streptococci beta-tán huyết nhóm A, S. pneumoniae, H.enzae và staphylococci.
- Nhiễm trùng cấu trúc da và da do staphylococci (nhạy cảm với penicillin và kháng penicillin) và streptococci beta tán huyết.
- Nhiễm trùng đường tiết niệu, bao gồm viêm tuyến tiền liệt, gây ra bởi các loài E. coli, <i id="mwHw">P. mirabilis</i> và Klebsiella.

## Công thức
Cefradine được phân phối ở dạng viên nang chứa 250 mg hoặc 500 mg, dưới dạng xi-rô chứa 250 mg/5 ml, hoặc trong lọ để tiêm có chứa 500 mg hoặc 1 g.
Nó không được FDA chấp thuận cho sử dụng tại Hoa Kỳ.

## Tổng hợp
Birch giảm D-α- phenylglycine dẫn đến diene (2). Điều này được bảo vệ bằng N bằng cách sử dụng tert -butoxycarbonylazide và được kích hoạt để hình thành amide thông qua phương pháp anhydride hỗn hợp sử dụng isobutylchloroformate để cho 3. Hỗn hợp anhydride 3 phản ứng dễ dàng với axit 7-aminodesacetoxycephalosporanic để cung cấp, sau khi gỡ rối, cephadrine (5). 

Tổng hợp cefradin:

## Tên sản xuất
Loại kháng sinh này được sản xuất dưới nhiều tên thương hiệu trên toàn thế giới.
- Bangladesh: Ancef, Ancef forte, Aphrin, Avlosef, Cefadin, Cephadin, Cephran, Cephran-DS, Cusef, Cusef DS, Dicef, Dicef forte, Dolocef, Efrad, Extracef, Extracef Medicef, Mega-Cef, Megacin, Polycef, Procef, Procef, Procef forte, Rocef, Rocef Forte DS, Sefin, Sefin DS, Sefnin, Sefrad, Sefrad DS, Sefril, Sefril-Sefril -DS, Septa, Sinaceph, SK-Cef, Sk-Cef DS, Supracef và Supracef-F, Torped, Ultrasef, Vecef, Vecef-DS, Velogen, Sinaceph, Velox
- Trung Quốc: Cefradine, Cephradine, Kebili, Saifuding, Shen You, Taididing, Velosef, Xianyi và Xindadelei
- Colombia: Cefagram, Cefrakov, Cefranil, Cefrex và Kliacef
- Ai Cập: Cefadrin, Cefadrine, Cephradine, Cephraforte, Farcosef, Fortecef, Mepadrin, Ultracef và Velosef
- Pháp: Dexef
- Hồng Kông: Cefradine và ChinaQualisef-250
- Indonesia: Dynacef, Velodine và Velodrom
- Lebanon: Eskacef, Julphacef và Velosef
- Litva: Tafril
- Myanmar: Sinaceph
- Ô-man: Cefazed, Eskasef, Omadine và Velocef
- Pakistan: Abidine, Ada-Cef, Ag-cef, Aksosef, Amspor, Anasef, Antimic, Atcosef, Bactocef, Biocef, Velora, Velosef
- Peru: Abiocef, Cefradinal, Cefradur, Cefrid, Terbodina II, Velocef, Velomicin
- Philippines: Altozef, Racep, Senadex, Solphride, Yudinef, Zefadin, Zefradil và Zolicef
- Ba Lan: Tafril
- Bồ Đào Nha: Cefalmin, Cefradur
- Nam Phi: Cefril A
- Hàn Quốc: Cefradine và Tricef
- Đài Loan: Cefadin, Cefamid, Cefin, Cekodin, Cephradine, Ceponin, Lacef, Licef-A, Lisacef, Lofadine, Recef, S-60, Sefree, Sephros, Topcef, Tydine, Unif
- Anh: Cefradune (Kent)
- Việt Nam: Eurosefro và Incef

Cefradine được gọi là Cefradina trong tiếng Bồ Đào Nha và Tây Ban Nha và được sản xuất bởi các công ty sau dưới tên này: AC Farma, Peru; Andromaco, Chile; Anglopharma, Colombia; Dược phẩm AZ, Colombia; Biogalenic, Venezuela; Kinh doanh, Colombia; Elter - Dược phẩm Genéricos, Venezuela; Farmindustria, Peru; Genfar, Colombia, Honduras và Peru; La Sante, Peru; La Santé, Colombia; Labesfal, Bồ Đào Nha; Lafrancol, Colombia; LCG, Peru; Marfan, Peru; Memphis, Colombia; Bạc hà, Chile; MK, Colombia; Ophalac, Colombia; Procaps, Colombia và Vitalis, Colombia và Peru.
Cefradine được gọi là Cefradina trong tiếng Bồ Đào Nha và Tây Ban Nha và được sản xuất bởi các công ty sau dưới tên này: AC Farma, Peru; Andromaco, Chile; Anglopharma, Colombia; Dược phẩm AZ, Colombia; Biogalenic, Venezuela; Kinh doanh, Colombia; Elter - Dược phẩm Genéricos, Venezuela; Farmindustria, Peru; Genfar, Colombia, Honduras và Peru; La Sante, Peru; La Santé, Colombia; Labesfal, Bồ Đào Nha; Lafrancol, Colombia; LCG, Peru; Marfan, Peru; Memphis, Colombia; Bạc hà, Chile; MK, Colombia; Ophalac, Colombia; Procaps, Colombia và Vitalis, Colombia và Peru.